# Jeepomotive

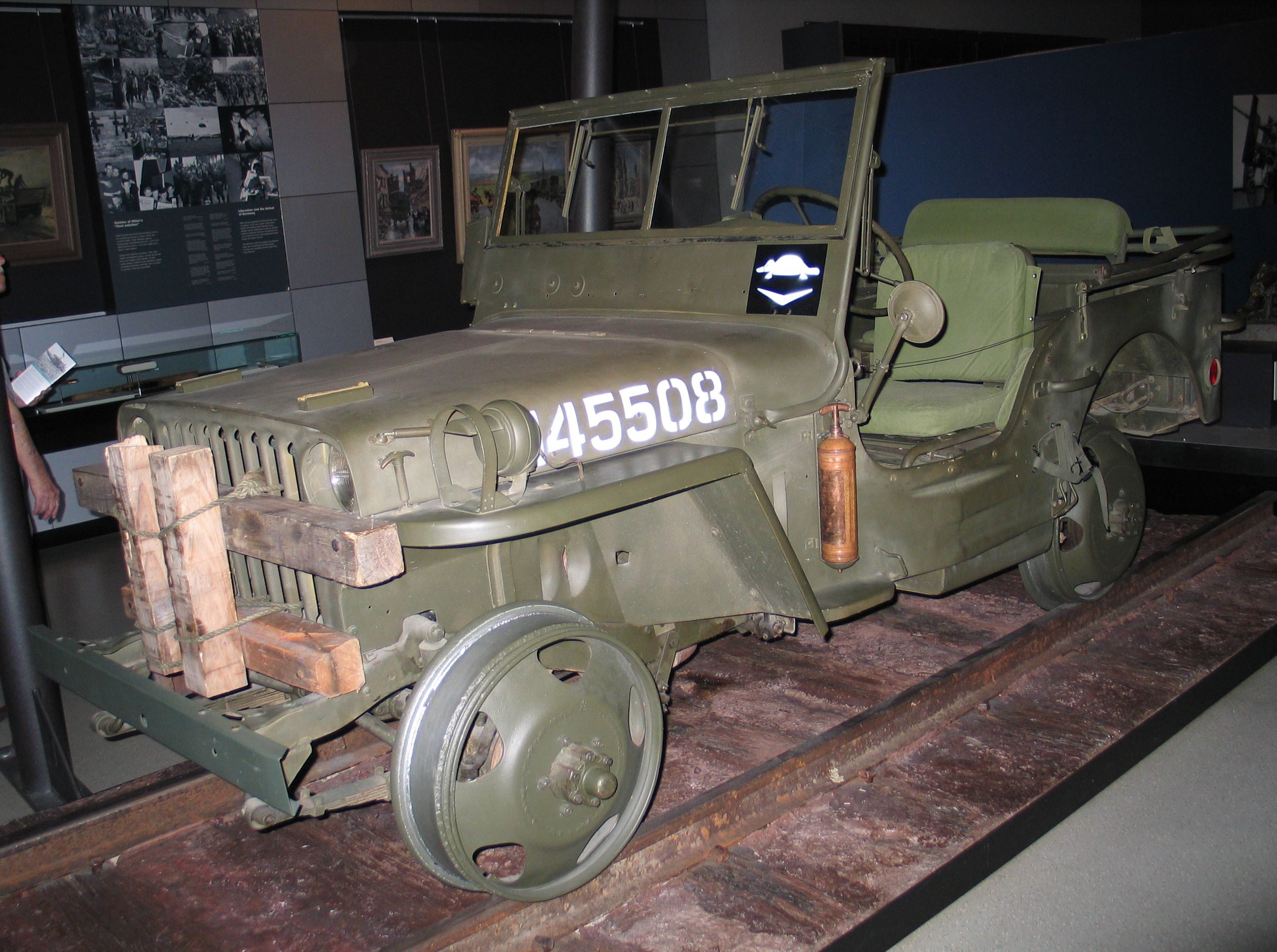
Jeep auf Schienen im Australian War Memorial

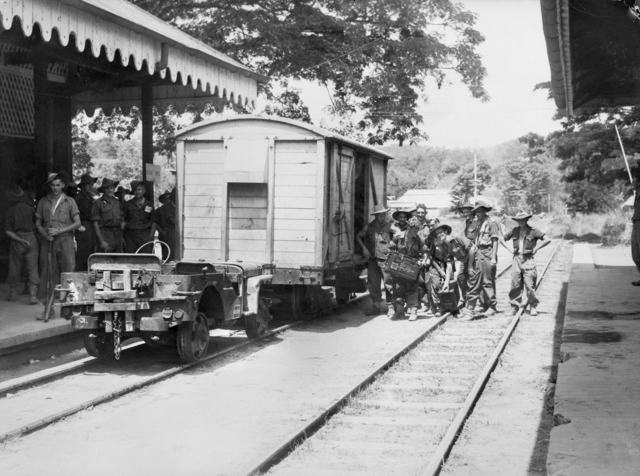
Jeepomotive in Nord-Borneo

Eine Jeepomotive ist eine Lokomotive oder Draisine, die aus einem Jeep umgebaut wurde. Jeepomotiven wurden während des Zweiten Weltkriegs entwickelt, weil die Straßen in den Kriegsgebieten vielerorts unpassierbar waren und es oft zu wenige Lokomotiven gab.

## Geschichte

### Amerika
Schriftliche Erwähnungen des Wortspiels „Jeepomotive“ finden sich in einem Bericht über den US Army Major Earl Wiley, der für Schienen taugliche Jeep-Umbauten angefertigt hatte. Von Jeeps auf Schienen gezogene Züge wurden um das Jahr 1944 unter anderem auch in Burma eingesetzt.

### Australien

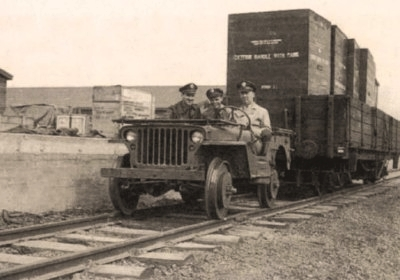
Demonstration durch amerikanische Soldaten auf einer Schmalspurbahn mit 1000 mm Spurweite im Eagle Farm Aerodrome in Brisbane (Australien) am 30. Juni 1943: Der 1250 kg schwere Jeep auf Eisenbahnrädern konnte leicht eine Last von 10 Tonnen ziehen, was für den Einsatz in Neuguinea geplant war.

Australische Soldaten machten in Borneo 1945 mehrere Jeeps durch Umbauten schienentauglich, um den kriegsbedingten Mangel an Lokomotiven für die dortigen Schmalspurbahnen zu kompensieren. Der Umbau war je nach Spurweite recht einfach: Die Räder wurden gegen bei der Eisenbahn übliche Stahlräder mit Spurkranz getauscht, hinten wurde eine taugliche Kupplung angebracht und das Lenkrad wurde blockiert. Für Schmalspurgleise mussten die Achsen modifiziert werden.

### Großbritannien
Die Briten verwendeten während des Zweiten Weltkriegs für den Schienenverkehr adaptierte Jeeps unter anderem in Frankreich und Burma.

## Lasten und Geschwindigkeiten
Ein Jeep, der von seinen Herstellern im Straßenbetrieb für Anhängelasten von 500 kg zugelassen war, konnte auf Gleisen wegen der geringeren Rollreibung von Schienenfahrzeugen sehr viel höhere Lasten ziehen. Während der australischen Militäraktion auf Borneo wurde eine Jeepomotive zum Ziehen eines Eisenbahnwagens mit einem Leergewicht von drei Tonnen und einer Beladung von vier Tonnen Sand verwendet. Die Durchschnittsgeschwindigkeit für den Zugbetrieb war auf 24 km/h festgesetzt worden, was trotz Verzögerungen auf der Strecke anscheinend eingehalten werden konnte. Auf den Philippinen soll ein Jeep angeblich einen Zug mit einem Gesamtgewicht von 52 Tonnen über eine Strecke von 30 km bei einer Durchschnittsgeschwindigkeit von 35 km/h gezogen haben.

## Militärischer Einsatz

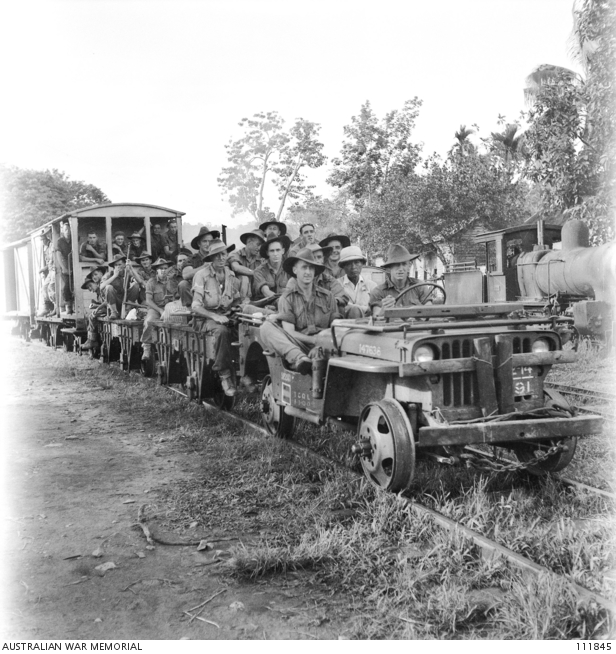
Membukut Special in Beaufort, Borneo, 1945
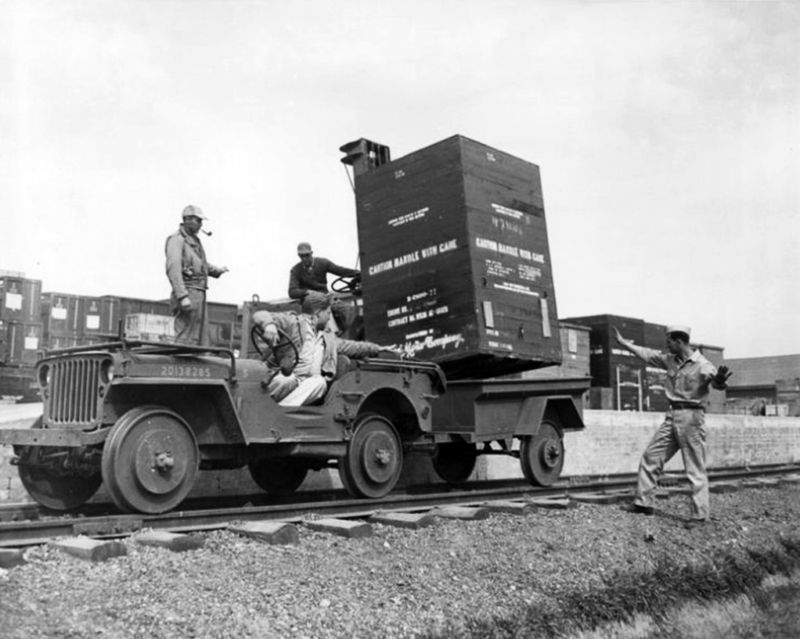
Jeep auf Schienen mit einem umgebauten Auto-Anhänger
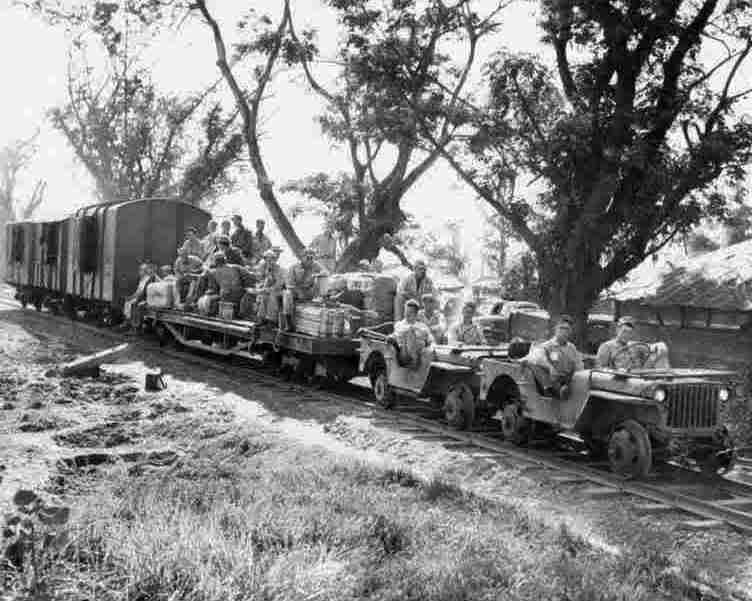
Doppelbespannung eines langen Zugs mit Jeeps
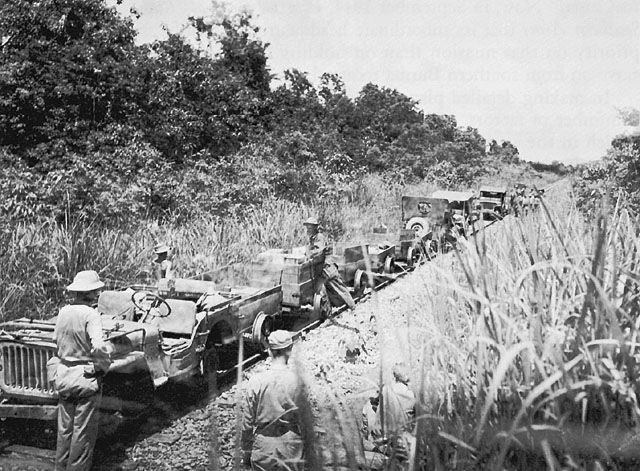
Jeep-Zug
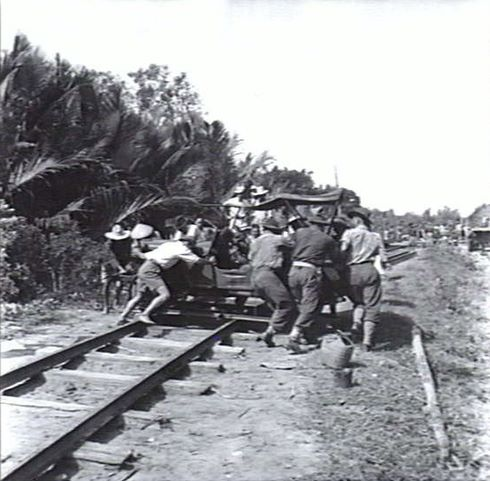
Tragbare Drehscheibe in Kimanis, Borneo
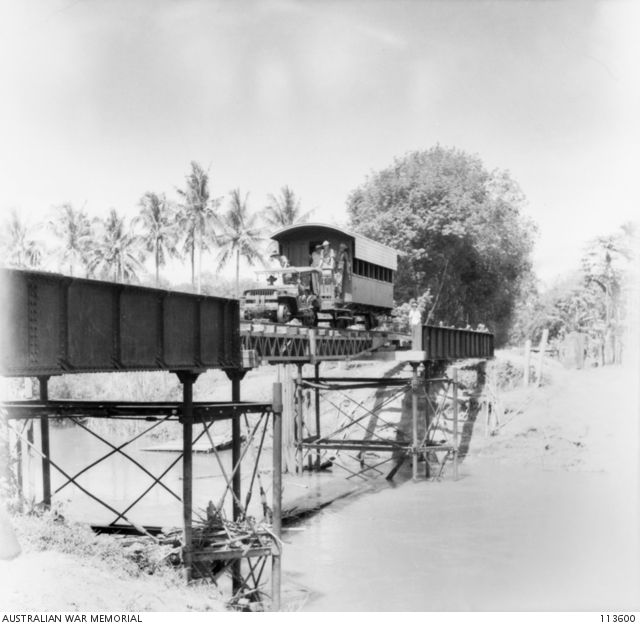
General Wootten überquert den Bongowan
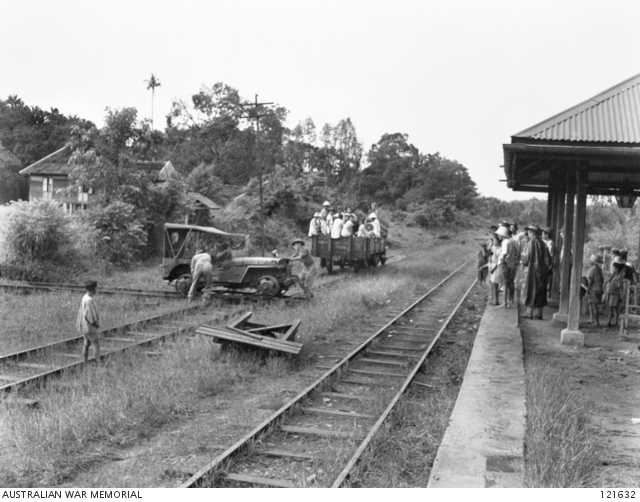
Bahnhof Kinarut mit Drehscheibe
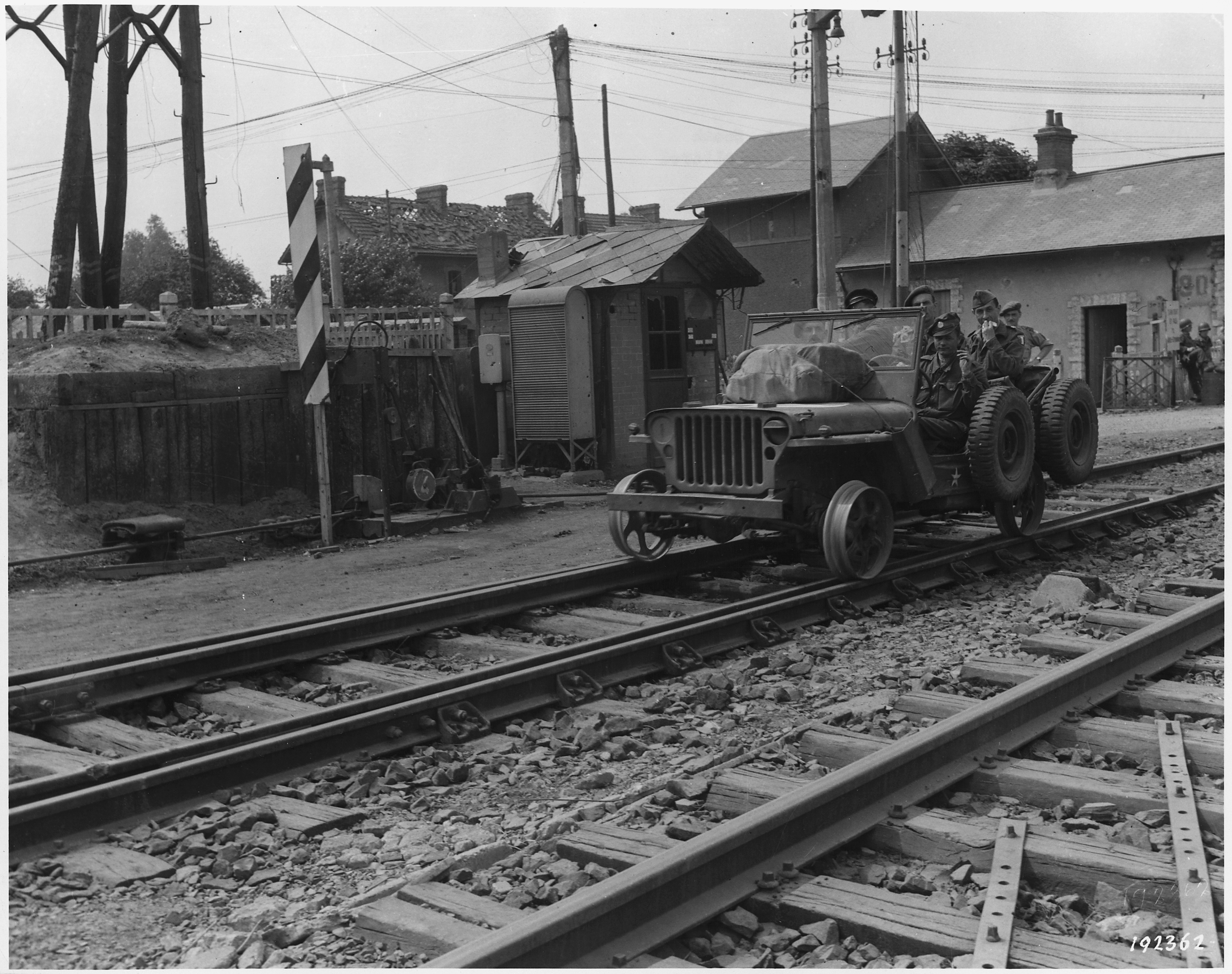
Britischer Jeep in Frankreich, 1945
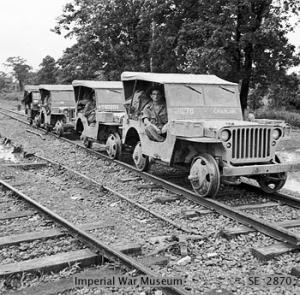
Britische Jeeps zwischen Myitkyina und Mogaung, Burma, 1944
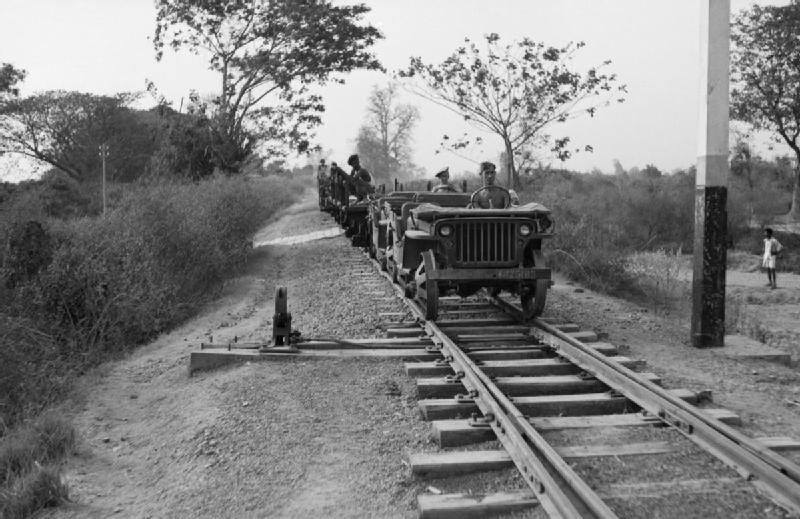
Britische Jeeps südlich von Mandalay, Burma, 1945